# Bistum Gbarnga
Das Bistum Gbarnga (lateinisch Dioecesis Gbarngana, englisch Diocese of Gbarnga) ist eine in Liberia gelegene römisch-katholische Diözese mit Sitz in Gbarnga. Es umfasst die Countys Bong, Lofa und Nimba.

## Geschichte
Papst Johannes Paul II. gründete es mit der Apostolischen Konstitution De Monroviensi am 17. November 1986 aus Gebietsabtretungen des Erzbistums Monrovia, dem es auch als Suffragandiözese unterstellt wurde.
Das Bistum Cape Palmas hatte immer wieder unmittelbar mit den Auswirkungen von Militärputsch, Diktatur und Bürgerkrieg zu tun.

## Bischöfe von Gbarnga
- Benedikt Dotu Sekey, 17. November 1986 – 13. Dezember 2000
- Lewis Zeigler, 30. Mai 2002 – 11. Juli 2009, dann Koadjutorerzbischof von Monrovia
  - Chris Brennan SMA, 2010–2011 (Apostolischer Administrator)
- Anthony Fallah Borwah, seit 2011